# Atletismo nos Jogos Pan-Americanos de 1999 - Arremesso de peso feminino
A prova do arremesso de peso feminino nos Jogos Pan-Americanos de 1999 foi realizada em 27 de julho de 1999.

## Medalhistas
| Ouro                                  | Prata                    | Bronze                        |
| Connie Price-Smith USA Estados Unidos | Yumileidi Cumbá CUB Cuba | Teri Tunks USA Estados Unidos |

### Final
| Posição           | Nome               | Nacionalidade            | Marca | Notas |
| ----------------- | ------------------ | ------------------------ | ----- | ----- |
| Medalha de ouro   | Connie Price-Smith | USA Estados Unidos       | 19.06 |       |
| Medalha de prata  | Yumileidi Cumbá    | CUB Cuba                 | 18.67 |       |
| Medalha de bronze | Teri Tunks         | USA Estados Unidos       | 18.03 |       |
| 4                 | Belsy Laza         | CUB Cuba                 | 17.69 |       |
| 5                 | Rhonda Hackett     | TRI Trinidad e Tobago    | 15.36 |       |
| 6                 | María Mercedes     | DOM República Dominicana | 14.54 |       |
| 7                 | Marianne Berndt    | CHI Chile                | 13.78 |       |
| 8                 | Elisângela Adriano | BRA Brasil               | DQ    | [ 2 ] |